# ريو سيغاوا
ريو سيغاوا هو ممثل ياباني ولد في محافظة كاناغاوا سنة 1978.

## أعماله
- 2003: مسلسل الغرانسيزر

## وصلات خارجية
- ريو سيغاوا على موقع IMDb (الإنجليزية)